# Lac Senneterre
Pour les articles homonymes, voir Senneterre.
Le lac Senneterre est un plan d'eau douce de la ville de Senneterre (ville), dans la municipalité régionale de comté (MRC) La Vallée-de-l'Or, dans la région administrative de Abitibi-Témiscamingue, dans la province de Québec, au Canada.
Le lac Senneterre qui s'étend dans le canton de Senneterre, est traversé vers le Nord par la rivière Bell. Ce lac est surtout entouré de zones forestières, sauf à quelques endroits sur la rive Est et sur la rive Ouest le long de la route 113. Les activités récréotouristiques constituent la principale activité économique autour du lac ; l'agriculture arrive en second. Sa surface est généralement gelée du début de décembre à la fin avril.
Ce lac est réputé pour les activités récréotouristiques particulièrement la navigation de plaisance. À partir du pont ferroviaire de Senneterre (ville), il est possible de naviguer sur 50 km vers le Nord par le "chenal de l'Épinette" qui rejoint le Lac Parent (Abitibi), jusqu'à l'embouchure de la rivière Robin (lac Parent). Les embarcations de plaisance peuvent naviguer jusqu'à 4,2 km additionnel dans le delta formé, en empruntant la rivière Robin (lac Parent) ou 2,7 km dans la baie d'Ignace où se déverse la rivière Delestres, ainsi que remonter en partie ces rivières.
La route 113 passe du côté Ouest du lac dans le sens Nord-Sud. Tandis que la rive Est est desservie par le chemin Saint-Pierre. La rive Est constitue une longue presqu'île s'allongeant vers le Nord jusqu'à la Pointe à Bourque ; cette pointe marque l'entrée (côté Ouest) de la Baie Adelphus situé en parallèle (du côté Est) du lac Senneterre. Le pont ferroviaire du Canadien National marque la limite Sud du lac Senneterre.

## Géographie
Ce lac couvre ha et sa surface est à une altitude de 310 m. L’embouchure de ce lac est localisé à 5,1 km au Nord du pont de chemin de fer du Canadien National enjambant la rivière Bell à Senneterre (ville), à 1,1 km au Sud du lac Parent (Abitibi) (via le chenal de l'Épinette) et à 34,5 km au Sud de l'embouchure du lac Parent (Abitibi).
Les principaux bassins versants voisins du lac Senneterre sont :
- côté Nord : rivière Bell, lac Parent (Abitibi) ;
- côté Est : rivière Senneterre, rivière Mégiscane ;
- côté Sud : lac Tiblemont, rivière Bell, rivière Louvicourt ;
- côté Ouest : rivière des Peupliers, rivière Taschereau.

## Toponymie
Dans la province de Québec, le terme "Senneterre" se réfère au canton, au lac, à la rivière, à la base militaire, à un parc, à trois rues, à la ville et à la municipalité de la paroisse.
Le toponyme "lac Senneterre" a été officialisé le 5 décembre 1968 par la Commission de toponymie du Québec lors de sa création